# Fred Weller

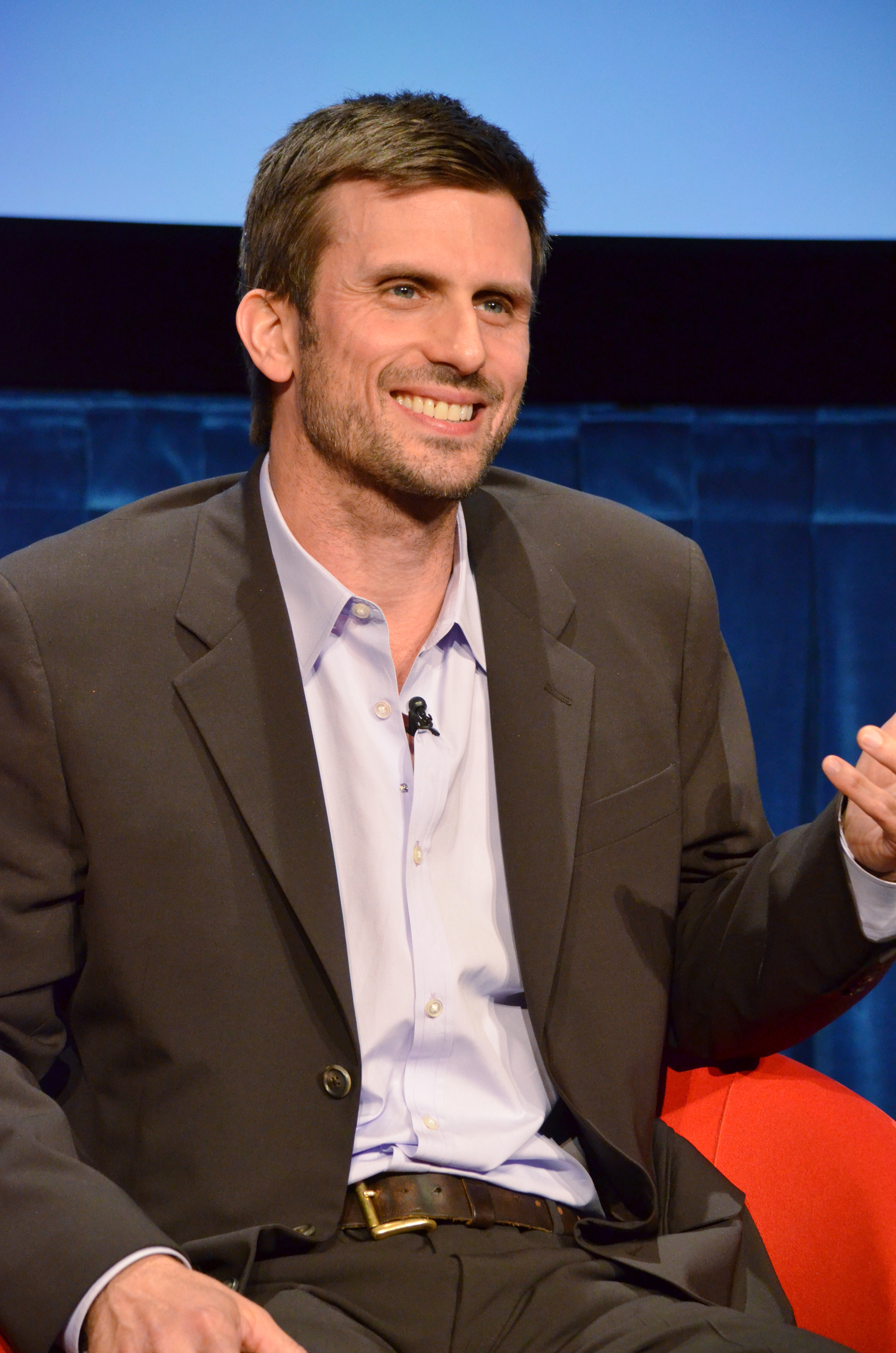
Fred Weller (2012)

Frederick „Fred“ Weller (* 18. April 1966 in New Orleans, Louisiana) ist ein US-amerikanischer Schauspieler.

## Leben
Weller ist ein Cousin des Schauspielers Peter Weller. Nach einem Studium an der University of North Carolina erhielt er Unterricht an der renommierten Juilliard-Schauspielschule und machte sich einen Namen als Bühnenschauspieler.
1993 erhielt er in der US-Fernsehserie Missing Persons eine Hauptrolle. Daneben hatte er Gastauftritte in den Serien Law & Order, Law & Order: Special Victims Unit, Criminal Intent – Verbrechen im Visier, Monk und in Der junge Indiana Jones – Chronicles. Auch in einigen Filmen trat er auf, darunter in Stonewall, The Business of Strangers, The Shape of Things, und in der Miniserie The Beach Boys: An American Family, in der er die Rolle des Musikers Brian Wilson übernahm. Von 2008 bis 2012 spielte er an der Seite von Mary McCormack in der Fernsehserie In Plain Sight – In der Schusslinie den Inspector Marshall Mann.
Weller ist verheiratet mit der Schauspielerin Ali Marsh.

## Filmografie (Auswahl)
- 1997: Unsere Liebe darf nicht sterben (Hudson River Blues)
- 1998: Armageddon – Das jüngste Gericht (Armageddon)
- 1999: Erdbeben-Inferno: Wenn die Welt untergeht (Aftershock: Earthquake in New York)
- 2000: Am Anfang (In the Beginning)
- 2003: The Shape of Things
- 2004, 2007: Criminal Intent – Verbrechen im Visier (Law & Order: Criminal Intent, Fernsehserie, 2 Folgen)
- 2006: Monk (Fernsehserie, Folge 5x05)
- 2011: Blue Bloods – Crime Scene New York (Blue Bloods, Fernsehserie, 3 Folgen)
- 2008–2012: In Plain Sight – In der Schusslinie (In Plain Sight, Fernsehserie, 61 Folgen)
- 2010–2013: Good Wife (The Good Wife, Fernsehserie, 3 Folgen)
- 2013: Alpha House (Fernsehserie, Folge 1x06)
- 2016: Elementary (Fernsehserie, Folge 4x18)
- 2016: Umweg nach Hause (The Fundamentals of Caring)
- 2017: Bull (Fernsehserie, Folge 1x01)
- 2018: BlacKkKlansman
- 2022: Causeway
- 2023: Only the Good Survive